# Ahmed Mohamed Ag Hamani
Ahmed Mohamed Ag Hamani (ur. 1942 w Goundam) – malijski polityk i dyplomata, 9 czerwca 2002 do 29 kwietnia 2004 premier Mali.
Od 1975 był doradcą technicznym w ministerstwie planowania, od 7 stycznia 1978 sprawował funkcję ministra-nadzorcy państwowych przedsiębiorstw i Skarbu Państwa. W kolejnym rządzie od 28 czerwca 1979 kierował ministerstwem komunikacji i od 2 sierpnia planowania (zarazem trzecią osobą w państwie). 31 grudnia 1984 przeniesiony na stanowisko ministra sportu, młodzieży i kultury; 6 czerwca 1986 został ministrem transportu i prac publicznych. 20 stycznia 1987 został wysokim komisarzem Mali w Organizacji Rozwoju Rzeki Senegal. W 1993 wyznaczony ambasadorem w Maroku, sześć lat później przeniesiony do Europy, gdzie piastował funkcję ambasadora z akredytacją na Holandię, Belgię, Luksemburg, Wielką Brytanię i Unię Europejską. Po kryzysie parlamentarnym i wygraniu wyborów przez Amadou Toumani Touré tymczasowo wyznaczony na stanowisko premiera 9 czerwca 2002. Jego nominacja została odnowiona 16 października. Na prośbę prezydenta pod=dał swój gabinet do dymisji w kwietniu 2004. W 2009 założył stowarzyszenie zajmujące się doradztwem sektorowi publicznemu.